# Калтанчик
Калтанчик (устар. Калтан) — река в России, протекает в Кемеровской области. Устье реки находится в 55 км по правому берегу реки Кондома около села Сарбала. Длина реки составляет 12 км. Основной приток — Колбинушка.

## Данные водного реестра
По данным государственного водного реестра России относится к Верхнеобскому бассейновому округу, водохозяйственный участок реки — Кондома, речной подбассейн реки — Томь. Речной бассейн реки — (Верхняя) Обь до впадения Иртыша.